# Алгоритмы быстрого возведения в степень
Алгоритмы быстрого возведения в степень (дихотомический алгоритм возведения в степень, бинарный алгоритм возведения в степень) — алгоритмы, предназначенные для возведения числа {\displaystyle x} в натуральную степень {\displaystyle n}  за меньшее число умножений, чем это требуется в определении степени. Многие из этих алгоритмов основаны на том, что для возведения числа {\displaystyle x}  в степень {\displaystyle n}  не обязательно перемножать число {\displaystyle x}  на само себя {\displaystyle n}  раз, а можно перемножать уже вычисленные степени. В частности, если {\displaystyle n=2^{k}} степень двойки, то для возведения в степень {\displaystyle n}  достаточно число возвести в квадрат {\displaystyle k} раз, затратив при этом {\displaystyle k}  умножений вместо {\displaystyle 2^{k}}. Например, чтобы возвести число {\displaystyle x} в восьмую степень, вместо выполнения семи умножений {\displaystyle x\cdot x\cdot x\cdot x\cdot x\cdot x\cdot x\cdot x} можно возвести число в квадрат ({\displaystyle x^{2}=x\cdot x}), потом результат возвести ещё раз в квадрат и получить четвёртую степень ({\displaystyle x^{4}=x^{2}\cdot x^{2}}), и наконец результат ещё раз возвести в квадрат и получить ответ ({\displaystyle x^{8}=x^{4}\cdot x^{4}}). 
Кроме того, некоторые алгоритмы для дальнейшей оптимизации используют тот факт, что операция возведения в квадрат быстрее операции умножения за счёт того, что при возведении в квадрат цифры в сомножителе повторяются.
Бинарный алгоритм возведения в степень был впервые предложен в XV веке персидским математиком Аль-Каши.
Данные алгоритмы не всегда оптимальны. Например, при использовании схемы «слева направо» быстрое возведение в степень n = 15 потребует выполнения трёх операций умножения и трёх операций возведения в квадрат, хотя возведение в 15-ю степень можно выполнить и за 3 умножения и 2 возведения в квадрат. Оптимальное возведение в степень соответствует построению кратчайшей аддитивной цепочки.

## Описание
Основным алгоритмом быстрого возведения в степень является схема «слева направо». Она получила своё название вследствие того, что биты показателя степени просматриваются слева направо, то есть от старшего к младшему.
Пусть
{\displaystyle n=({\overline {m_{k}m_{k-1}...m_{1}m_{0}}})_{2}} — двоичное представление степени n, то есть,
{\displaystyle n=m_{k}\cdot 2^{k}+m_{k-1}\cdot 2^{k-1}+\dots +m_{1}\cdot 2+m_{0},}
где {\displaystyle m_{k}=1,m_{i}\in \{0,1\}}. Тогда
{\displaystyle x^{n}=x^{((\dots ((m_{k}\cdot 2+m_{k-1})\cdot 2+m_{k-2})\cdot 2+\dots )\cdot 2+m_{1})\cdot 2+m_{0}}=((\dots (((x^{m_{k}})^{2}\cdot x^{m_{k-1}})^{2}\dots )^{2}\cdot x^{m_{1}})^{2}\cdot x^{m_{0}}}.
Последовательность действий при использовании данной схемы можно описать так:
1. Представить показатель степени n в двоичном виде
2. Если {\displaystyle m_{i}} = 1, то текущий результат возводится в квадрат и затем умножается на x. Если {\displaystyle m_{i}} = 0, то текущий результат просто возводится в квадрат[6]. Индекс i изменяется от k-1 до 0[7].

Таким образом, алгоритм быстрого возведения в степень сводится к мультипликативному аналогу схемы Горнера:
{\displaystyle {\begin{Bmatrix}s_{1}=x\\s_{i+1}=s_{i}^{2}\cdot x^{m_{k-i}}\\i=1,2,\dots ,k\end{Bmatrix}}.}

## Обобщения
Пусть пара (S, *) — полугруппа, тогда мы можем назвать операцию * умножением и определить операцию возведения в натуральную степень:
{\displaystyle a^{n}=\left\{{\begin{array}{ll}a&n=1\\a*\left(a^{n-1}\right)&n>1\end{array}}\right.}
Тогда для вычисления значений an в любой полугруппе (в абелевой группе в частности) можно использовать алгоритмы быстрого возведения в степень.

## Примеры решения задач
Применяя алгоритм, вычислим 2113:
{\displaystyle 13_{10}=1101_{2}}
{\displaystyle m_{3}=1,m_{2}=1,m_{1}=0,m_{0}=1}
{\displaystyle {\begin{aligned}21^{13}&=(((21^{m_{3}})^{2}\cdot 21^{m_{2}})^{2}\cdot 21^{m_{1}})^{2}\cdot 21^{m_{0}}\\&=(((21^{1})^{2}\cdot 21^{1})^{2}\cdot 21^{0})^{2}\cdot 21^{1}\\&=((21^{2}\cdot 21)^{2}\cdot 1)^{2}\cdot 21\\&=((21^{2}\cdot 21)^{2})^{2}\cdot 21\\&=((441\cdot 21)^{2})^{2}\cdot 21\\&=85766121^{2}\cdot 21\\&=154472377739119461\end{aligned}}}

## Схема «справа налево»
В данной схеме, в отличие от схемы «слева направо», биты показателя степени просматриваются от младшего к старшему.
Последовательность действий при реализации данного алгоритма.
1. Представить показатель степени n в двоичном виде.
2. Положить вспомогательную переменную z равной числу x.
  1. Если {\displaystyle m_{i}=1}, то текущий результат умножается на z, а само число z возводится в квадрат. Если {\displaystyle m_{i}} = 0, то требуется только возвести z в квадрат[6]. При этом индекс i, в отличие от схемы слева направо, изменяется от 0 до k-1 включительно[7].

Данная схема содержит столько же умножений и возведений в квадрат, сколько и схема «слева направо». Однако несмотря на это, схема «слева направо» выгоднее схемы «справа налево», особенно в случае, если показатель степени содержит много единиц. Дело в том, что в схеме слева направо в операции result = result · x содержится постоянный множитель x. А для небольших x (что нередко бывает в тестах простоты) умножение будет быстрым. К примеру, для x = 2 мы можем операцию умножения заменить операцией сложения.
Математическое обоснование работы данного алгоритма можно представить следующей формулой:
{\displaystyle d=a^{n}=}
{\displaystyle =a^{\sum _{i=0}^{k}m_{i}\cdot 2^{i}}=}
{\displaystyle =a^{m_{0}}\cdot a^{2m_{1}}\cdot a^{2^{2}*m_{2}}\cdot ...\cdot a^{2^{k}*m_{k}}=}
{\displaystyle =a^{m_{0}}\cdot (a^{2})^{m_{1}}\cdot (a^{2^{2}})^{m_{2}}\cdot ...\cdot (a^{2^{k}})^{m_{k}}=}
{\displaystyle =\prod _{i=0}^{k}{(a^{2^{i}})^{m_{i}}}}.
Пример. Посчитаем с помощью схемы возведения в степень «справа налево» значение 2113.
| i                         | 0  | 1   | 2       | 3              |
| {\displaystyle a^{2^{i}}} | 21 | 441 | 194 481 | 37 822 859 361 |
| {\displaystyle m_{i}}     | 1  | 0   | 1       | 1              |

1. 21 · 194 481 = 4084 101
2. 4084 101 · 37 822 859 361 = 154 472 377 739 119 461

## Вычислительная сложность
И для схемы «слева направо», и для схемы «справа налево» количество операций возведения в квадрат одинаково и равно k, где k — длина показателя степени n в битах, {\displaystyle k\sim \ln {n}}. Количество же требуемых операций умножения равно весу Хэмминга, то есть количеству ненулевых элементов в двоичной записи числа n. В среднем требуется {\displaystyle {\frac {1}{2}}\cdot \ln {n}} операций умножения.
Например, для возведения числа в сотую степень этим алгоритмом потребуется всего лишь 8 операций умножения и возведения в квадрат.
Для сравнения, при стандартном способе возведения в степень требуется {\displaystyle n-1} операция умножения, то есть количество операций может быть оценено как {\displaystyle O(n)}.

## Оптимизация алгоритма
Как правило, операция возведения в квадрат выполняется быстрее операции умножения. Метод окон позволяет сократить количество операций умножения и, следовательно, сделать алгоритм возведения в степень более оптимальным.
Окно фактически представляет собой основание системы счисления. Пусть w — ширина окна, то есть за один раз учитывается w знаков показателя.
Рассмотрим метод окна.
1. Для {\displaystyle i={\overline {0,2^{w}-1}}} заранее вычисляется xi
2. Показатель степени представляется в следующем виде: {\displaystyle n=\sum _{i=0}^{k/w}{n_{i}\cdot 2^{i\cdot w}}}, где {\displaystyle n_{i}\in {(0,1,...,2^{w}-1)}}
3. Пусть y — переменная, в которой будет вычислен конечный результат. Положим {\displaystyle y=x^{n_{k/w}}}.
4. Для всех i = k/w — 1, k/w — 2, …, 0 выполнить следующие действия:
  1. {\displaystyle y=y^{2^{w}}}
  2. {\displaystyle y=y\cdot x^{n_{i}}}[8].

В данном алгоритме требуется k возведений в квадрат, но число умножений в среднем сокращается до k/w.
Ещё более эффективным является метод скользящего окна. Он заключается в том, что ширина окна во время выполнения процесса может изменяться:
1. Показатель степени представляется в виде {\displaystyle n=\sum _{i=0}^{l}{n_{i}\cdot 2^{e_{i}}}}, где {\displaystyle n_{i}\in {(1,3,5,...,2^{w}-1)}}, а ei+1 — ei ≥ w.
2. Для {\displaystyle i=(1,3,5,...,2^{w}-1)} вычисляется xi. Далее будем обозначать xi как xi.
3. Пусть y — переменная, в которой будет вычислен конечный результат. Положим {\displaystyle y=x^{n_{l}}}.
4. Для всех i = l — 1, l — 2, …, 0 выполнить следующие действия:
  1. Для всех j от 0 до ei+1 — ei — 1 y возвести в квадрат
  2. {\displaystyle j=m_{i}}
  3. {\displaystyle y=y\cdot x_{j}}
5. Для всех j от 0 до e0 — 1 y возвести в квадрат[8].

Количество операций возведения в степень в данном алгоритме такое же, как и в методе окна, а вот количество операций умножений сократилось до l, то есть до {\displaystyle {\frac {k}{w+1}}} в среднем.
Для примера возведём методом скользящего окна число x в степень 215. Ширина окна w = 3.
1. 215 = 27 + 5 · 24 + 7
2. y = 1
3. y = y · x = x
4. y 3 раза возводится в квадрат, так как на данном шаге e2 — e1 −1 = 7 — 4 — 1 = 2, а отсчёт ведётся с нуля, то есть y = y8 = x8
5. y = y · x5 = x13
6. y 4 раза возводится в квадрат, так как на данном шаге e1 — e0 −1 = 4 — 0 — 1 = 3, то есть y = y16= x208
7. y = y · x7 = x215

## Применение
Алгоритм быстрого возведения в степень получил широкое распространение в криптосистемах с открытым ключом. В частности, алгоритм применяется в протоколе RSA, схеме Эль-Гамаля и других криптографических алгоритмах.